# Хемијска кинетика
Хемијска кинетика је грана физичке хемије која се бави временским аспектом хемијских (реакциона кинетика) или физичко-хемијских процеса (нпр. дифузија, процеси који се одвијају на површини као што је апсорпција итд.). Кинетика се дели на две подгрупе: микрокинетику (која се бави временским аспектом неке реакције) и макрокинетику (која се бави утицајем спољашњих фактора на транспорт материје).
Све хемијске реакције теку одређеном брзином, која првенствено зависи од температуре и концентрације материја које реагују. Неке реакције су тако брзе да изгледају тренутне, нпр. неутрализација јаке киселине јаком базом, а друге су веома споре, нпр. спајање кисеоника и водоника.

### Ред и молекуларност реакције
Брзина реакције сразмјерна је концентрацији материје која реагује у хомогеној смеси. Због тога што се у току реакције концентрација реактаната смањује, смањује се и брзина хемијског процеса с временом.
Ако супстанца прелази у реакцијски продукт , израз за брзину реакције може се формулирати као примена концентрације реактанта или продукта с временом:
односно
где t означава време, [A] концентрацију реактанта A, a  концентрацију реакцијског продукта P. Фактор пропорционалности k је специфична брзина реакције или константа брзине реакције.
У многим случајевима установило се да брзина реакције зависи од умношка израза за концентрацију. Тако за неку општу реакцију:
у којој материје A, B, и N реагују и дају продукт , израз за брзину реакције је:

#### Ред реакције
Ред реакције се дефинише као збир експонената израза за концентрацију супстанци које учествују у реакцији. Према томе, реакције под (2) је (n+m...+p) реда. За једноставније реакције ред реакције може бити 0, 1, 2, i 3. Реакције с редом реакције већим од 3 нису доказане. У сложенијим реакцијама, које се састоје од неколико међусобно повезаних реакција, ред реакције не мора бити цели број.
Правила које важе за брзину хемијске реакције, имају велику практичну важност. Израз за ток реакције примјењује се за рачунање времена и приноса реакција, што је битно за вођење технолошких процеса с обзиром на оптималне економске околности.
Кинетичке законитости успешно се примјењују и у хемијској анализи, где се најчешће могу одредити врло мале количине материје које убрзавају или успоравају неке хемијске реакције -катализатори или инхибитори.
Знатан број хемијских реакција се одвија у више стадијума и пролази кроз више стања који се налазе између почетних реактаната и крајњих продуката.
Појединачни стадијум реакције назива се елементарном реакцијом. све промене и појединости у интеракцији међу молекулама реагујућих материја у свим ступњевима на путу до реакцијског продукта чине механизам реакције. Откривање механизма хемијских реакција један је од главних задатака у хемијским истраживањима, а хемијска кинетика је најмоћније средство у том раду.

#### Молекуларност реакције
Молекуларност реакције одговара броју молекула који судјелују у елементарној реакцији и указује на молекулски механизам. Разликују се мономолекуларне, бимолекуларне и тримолекуларне реакције. Пример реакције:
реакцију узрокује судар молекула HCl и NaOH с довољно енергије. Елементарни процес укључује два молекула, па је то бимолекуларна реакција.

## Кинетика једноставних реакција
Једноставним хемијским реакцијама сматрају се оне у којима почетне материје реагују само на један начин и дају један или више продуката који међусобно даље реагују.

### Реакције нултог реда
У реакцијама нултог реда брзина стварања реакцијског продукта у току реакције је стална. Израз за брзину реакције A → B има облик:
Интеграција једначине даје:
Из услова да је на почетку реакције =0 и =0 добијамо да је интеграцијска константа C једнака нули. Израз за специфичну бзину има облик
Тако за израчунавање времена када је изреаговало 50% реактанта А и када је
износи:
Јединица мере за специфичну брзину k је:
односно концентрација×време−1. Многобројне хетерогене реакције следе кинетику нултог реда.

### Реакције 1. реда
У реакцијама првог реда брзина је директно сразмјерна концентрацији реактаната.
где а означава почетну концентрацију реактаната, x концентрацију реакцијског продукта после протеклог времена t, a (a-x) концентрацију преосталог реактанта након протеклог времена t. Након интегрисања добива се једначина за специфичну брзину реакције 1. реда
често се законитост приказује у облику:
где је 0 почетна концентрација реактаната, а  њена вредност после времена t. Реакција је теоретски завршена када је =∞.
Јединица мере за специфичну брзину k је s−1 - време−1. Време потребно за 50% реакције ако је x=a/2

### Реакције 2. реда
Ако у реакцији A + B → P брзина зависи од оба реактаната, тако да је реакција 2. реда, за које вреди законитост:
где су a и b почетне концентрације реактаната A и B, a x концентрација реакцијског продукта P. Брзина реакције зависи од тренутних концентрација реагујућих супстанци на прву потенцију. Интегрисањем се добија специфична брзина реакције 2. реда:
ако су почетне концентрације супстанци A и B једнаке (a=b) добијамо облик једначине:
а након интеграције добијамо:
ако је a=b, време за 50% реакције ће бити:

### Реакције псеудореда
Ако је у реакцији нпр. 2. реда A + B → P, почетна концентрација реактанта А много већа од концентрације реактанта  тада имамо једначину:
јер је (a-x)≈a у току целе реакције. Та једначина има форму израза за реакцију 1. реда па је то реакција псеудопрвог реда. Тај привидни 1. ред се односи на временски ток реакције, а не зависност брзине реакције од концентрације. Реакција остаје и даље 2. реда с обзиром на концентрације.

### Преглед израза за брзину за реакције нултог, првог, другог и-тог реда
|                                 | Реакција 0 реда                               | Реакција I реда                             | Реакција II реда                                         | Реакција n-тог реда                                                                            |
| ------------------------------- | --------------------------------------------- | ------------------------------------------- | -------------------------------------------------------- | --------------------------------------------------------------------------------------------- |
| Израз за брзину                 | {\displaystyle -{\frac {d[A]}{dt}}=k}         | {\displaystyle -{\frac {d[A]}{dt}}=k[A]}    | {\displaystyle -{\frac {d[A]}{dt}}=k[A]^{2}}             | {\displaystyle -{\frac {d[A]}{dt}}=k[A]^{n}}                                                  |
| Интегрисани облик               | {\displaystyle \ [A]=[A]_{0}-kt}              | {\displaystyle \ [A]=[A]_{0}e^{-kt}}        | {\displaystyle {\frac {1}{[A]}}={\frac {1}{[A]_{0}}}+kt} | {\displaystyle {\frac {1}{[A]^{n-1}}}={\frac {1}{{[A]_{0}}^{n-1}}}+(n-1)kt} [Осим првог реда] |
| Јединица за константу ()        | {\displaystyle {\frac {M}{s}}}                | {\displaystyle {\frac {1}{s}}}              | {\displaystyle {\frac {1}{M\cdot s}}}                    | {\displaystyle {\frac {1}{M^{n-1}\cdot s}}}                                                   |
| Линеарна функција за одређивање | {\displaystyle [A]\ {\mbox{vs.}}\ t}          | {\displaystyle \ln([A])\ {\mbox{vs.}}\ t}   | {\displaystyle {\frac {1}{[A]}}\ {\mbox{vs.}}\ t}        | {\displaystyle {\frac {1}{[A]^{n-1}}}\ {\mbox{vs.}}\ t} [Осим првог реда]                     |
| Полувреме                       | {\displaystyle t_{1/2}={\frac {[A]_{0}}{2k}}} | {\displaystyle t_{1/2}={\frac {\ln(2)}{k}}} | {\displaystyle t_{1/2}={\frac {1}{[A]_{0}k}}}            | {\displaystyle t_{1/2}={\frac {2^{n-1}-1}{(n-1)k[A_{0}]^{n-1}}}} [Осим првог реда]            |

## Кинетика сложених реакција
У сложеним (истовременим) реакцијама одвија се уз полазну реакцију истовремено и реакција између продуката, или полазна супстанца реагује на неколико начина и даје различите продукте.

### Повратне (супротне, реверзибилне) реакције
То су реакције у којима реакцијски продукти истовремено реагују и дају полазну супстанцу:
где је за реакцију
 специфична брзина основне реакције
 специфична брзина повратне реакције
Ако су реакције у оба смера 1. реда и ако се са а означи концентрација материје A, а са x концентрација материје B, за брзину реакције вреди израз
Кад се постигне хемијска равотежа, реакција даље не тече те је брзина једнака нули ({\displaystyle {\frac {dx}{dt}}=0}), из чега слиједи:
где је  концентрација материје B у равнотежи. Ако се из те једначине вредност за 2 стави у једначину за брзину реакције добива се:
Ова једначина после интегрисања даје
Однос {\displaystyle {\frac {a}{x_{r}}}} за неку реакцију има сталну вредност. За рачунање специфичне брзине полазне реакције треба познавати равнотежну концентрацију.

### Упоредне (паралелне) реакције
У споредним реакцијама супстанца реагује истовремено у два или више процеса, тако да истовремено настаје више реакцијских продуката. Најједноставнији пример су реакције 1. реда, у којима реактант А прелази у продукте B и C.
где је за реакцију
 специфична брзина основне реакције
 специфична брзина споредне реакције
Брзина укупне реакције мора бити једнака збиру брзина двеју реакција:
где је {\displaystyle \left(a-x\right)} тренутна концентрација реактанта. Интегрисани облик је:
Специфична брзина је брзина укупне реакције, дакле сума специфичних брзина двеју реакција. Ако су две паралелне реакције истог реда, однос њихових специфичних брзина једнак је односу концентрација створених реакцијских продуката у сваком часу.

### Узастопне (консекутивне) реакције
У узастопним реакцијама продукт једне реакције истовремено је и реактант следеће реакције. Кинетички егзактно могу се проучавати узастопне неповратне реакције 1. реда. За кинетичку обраду сложенијих процеса треба уводити апроксимације. Најједноставнија реакција 1. реда у два ступња је:
За сваки стадијум важе диференцијалне једначине 1. реда и њихови интегрисани облици:
{\displaystyle -{\frac {d\left[B\right]}{dt}}=k_{1}[A]-k_{2}[B]}
Концентрација реактаната А на почетку реакције {\displaystyle \left[A\right]_{0}}, ће бити
гдје су  и  концентрације супстанци у току реакције. Из прве једначине се може израчунати [A] и 1.
Ток нестајања материје А је независтан од судбине материје B. Концентрација материје B постиже у току реакције свој максимум. Што је већа вредност односа , то је тај максимум већи. Да се одреди  у току реакције, треба комбиновати једначине где се јавља :
Решавање ове линеарне диференцијалне једначине добијамо:
На исти начин може се одредити брзина стварања продукта C и његова концентрација током реакције.

### Каталитичке реакције
Хемијске реакције уз суделовање материја које утичу на брзину реакције и притом се не мењају, називају се каталитичким реакцијама. Када се таква реакција одвија у једној фази онда је то хомогена каталитичка реакција. Када се реакција одвија на граници фаза говоримо о хетерогеној каталитичкој реакцији.

#### Хомогене каталитичке реакције
Карактеристика хомогене катализе је зависност брзине реакције од концентрације катализатора. Катализатор убрзава неку реакцију на тај начин што омогућава да се реакција одвија другим реакцијским путем, који има мању енергију активације од пута некатализиране реакције. У реакцији {\displaystyle A\rightarrow P} катализатор X ствара интермедијар I.
који се затим распада на продукт и катализатор:
Брзина којом се интермедијар ствара приближно је једнака брзинама којима се губи, {\displaystyle {\frac {d\left[I\right]}{dt}}=0}, по апроксимацији стационарног стања, па се добија:
што показује да је брзина реакција сразмјерна концентрацији катализатора.

#### Хетерогене каталитичке реакције
При хетерогеној катализи долази до апсорпције на површини катализатора. За такву врсту катализе користимо Лангмуирове адсорпцијске једначине.
При слабој адсорпцији гаса део површине прекривене адсорбираним гасом је S=fp, при умереној адсорпцији тај део површине је , а при потпуној адсорпцији гаса део, када је читава површина катализатора покривена гасом S=1 (где је p притисак гаса, a f коефицијент адсорпције, а n константа). У хетерогеним каталитичким реакцијама реагује само адсорбовани, па је брзина реакције сразмјерна делу површине покривене гасом, те су изрази за брзину реакције при слабој адсорпцији једног реактанта:
за умјерену адсорпцију једног реактанта:
а за потпуну адсорпцију једног реактанта:
брзина не зависи од притиска гаса и реакција је нултог реда.
Ако се поред реактанта на површину катализатора адсорбује и реакцијски продукт, што се често и догађа имаћемо израз за део адсорбоване
површине према Лангмуировом кинетичком поступку:
где су  и  површине прекривене реактантом А односно продуктом  i  парцијални притисци, а  и  адсорпцијски коефицијенти реактанта, односно продукта.
Када два слабо адсорбирана реактанта реагирају на површини катализатора, брзина реакције ће бити:

## Теорија брзине хемијских реакција

### Утицај температуре на брзину хемијских реакција
Повишење температуре повећава брзину готово свих реакција. У хомогеним реакцијама брзина се повећава 2 до 3 пута ако се температура повиси за 10 °. Зависност специфичне брзине од температуре дефинисана је Аренијусовом једначином:
односно
где је k специфична брзина реакције, {\displaystyle E_{i}} енергија активације, R универзална гасна константа,  апсолутна температура, а A фактор учесталости. Аренијусова једначина се највише примјењује у одређивању енергије активације на темељу дијаграма линеарних односа између логаритма специфичне брзине и реципрочне вредности температуре. Аренијус је засновао једначину на темељу доживљаја да у сваком систему постоји равнотежа између нормалних и тзв. активираних молекула, те да у хемијској реакцији суделују само они молекули који су активирани. Ти молекули имају већу енергију од просечне енергије система, а разлика у енергији представља енергију активације. Повишењем температуре знатно се повећава део активираних молекула, па се због тога повећава и брзина реакције. Та претпоставка о активираним молекулама и енергији активације је веома важна за савремене теорије о брзини хемијских реакција.

### Теорија судара
Хомогене гасне реакције се теоријски објашњавају захваљујући развоју кинетичке и статистичке теорије гасова. Да би молекули могли да реагују, потребно је да се у довољној мери приближе један другом. При тзв. успешним сударима стварају се нове хемијске везе. Израз за број судара у секунди између истоврсних молекула у 1 3 гаса је:
а између различитих молекула:
где је n број молекула у 1 3 gasa, n1 и 2 број молекула различитих врста гаса у 1 cm3, d пречник молекула, k Болтзманова константа,  апсолутна температура, m маса молекула, , тзв. редукована маса, а 1 средњи пречник, тј. (d+d')/2, где су d и d' пречници молекула једне, односно друге врсте гаса. Сваки судар не узрокује хемијску промјену, јер би иначе свака реакција била завршена у делићима секунде. Зато се претпоставља да само они судари којих је збир енергија молекула већи од неке критичне вредности Е доводе до реакције. Вероватноћа да молекули имају већу енергију од Е је:
гдје је n број молекула које имају енергију  укупан број молекула, R универзална гасна константа, а T апсолутна температура.
Број молекула које реагују у 1 секунди {\displaystyle \left({\frac {dn}{dt}}\right)} једнак је умношку броја судара у 1 секунди и вероватноће да судари имају енергију једнаку или већу од Е:
Брзина се најчешће изражава у моловима у dm3 који реагују у секунди:
гдје су {\displaystyle \left[C_{1}\right]} и {\displaystyle \left[C_{2}\right]} моларне концентрације реактаната, а  специфична брзина реакције. Употребом те једначине и трансформацијом броја молекула n у моларну концентрацију добија се израз за специфичну брзину бимолекуларне реакције:
где је N Авогардов број. Према томе  се може израчунати ако се одреди 1 (из вискозитета гаса) и E (из Аренијусове једначине).
Неслагање између теорије и експеримента коригује се помоћу стеричког фактора. Тај фактор је зависан од брзине реакције.

### Теорија пријелазног стања
Молекули који суделују у елементарној реакцији морају прећи у стање с вишом потенцијалном енергијом пре него што ће дати реакцијски продукт. То стање више потенцијалне енергије, A...B...C, назива се прелазно стање или активирани комплекс:
Хенри Еиринг је 1935. године квантитативно формулирао брзину реакције помоћу активираног комплекса, а развоју теорије допринијели су М. Г. Еванс и Михаел Полани. Према Еирингу брзина било које реакције одређена је бројем активираних комплекса који пријеђу у једној секунди преко баријере потенцијалне енергије. Та брзина једнака је умношку концентрације активираног комплекса и просечне брзине пријелаза комплекса преко енергетске баријере, Под претпоставком да се активирани комплекс налази у равнотежи с реактантима, његова се концентрација може изразити помоћу константе равнотеже. За реакцију:
константа равнотеже је:
Величине које се односе на каталисани комплекс означене су знаком *. Брзина прелаза преко енергетске баријере једнака је учесталости распадања комплекса на реакцијске продукте. Комплекс се распада кад се једна од његових осцилација претвара у транслацију. Енергија осцилирања &епсилон; може се изразити као продукт Планкове константе и фреквенције:
За потпуно ексцитирано осциловање на температури Т енергија осцилирања једнака је такође продукту Болтзманове константе и апсолутне температуре
Из тога следи да је учесталост распада активираног комплекса на продукте:
Према томе брзина реакције ће бити:
а специфична брзина:
Будући да вреди термодинамички израз
па се добија:
где је  слободна енергија активације,  енталпија активације, а  ентропија активације. Тај израз омогућава израчунавање ентропије активације из специфичне брзине реакције и енергије активације. Вредност за  приближно је једнака енергији активације.
Теорија судара може се схватити као посебан део општије теорије пријелазног стања. То се може закључити на темељу разматрања бимолекулске реакције између два атома:
На основу статистичке термодинамике и квантне механике израз за специфичну брзину је:
где су , партицијске функције реактаната и активираног комплекса.
У тој реакцији активирани комплекс има пет ступњева слободе (три транслацијска и два ротацијска), а атоми A и B имају само транслацијске слободе.
где је
маса активираног комплекса, а I момент инерције. Момент инерције је дефинисан изразом:
гдје је μ редукована маса, а  и  полупречници атома A и B. Након замјене вриједности I добија се:

## Кинетичка анализа

### Мерење брзине реакције
За време мерења, температура реакцијске смесе треба да буде константна. За мерење се користе затворени уређаји. Узорци се из реакцијске смесе узимају у одређеним временским размацима. Непосредно након узимања узорка мора се у њему зауставити реакција. То се постиже наглим снижењем температуре или додатком неког реагенса, који у узорку елиминише један од реактаната. Узорак се анализира с намером одређивања концентрација неког од састојака реакцијске смесе.
На основу података о концентрацији у различитим временима након почетка реакције, конституише се дијаграм зависности промене концентрације од времена и израчунава брзина реакције, специфична брзина, ред реакције, енергија активације.
Узорак се може анализирати хемијским путем или помоћу инструменталних метода. Инструменталне методе мере неко физичко својство, које се налази у квантитативном односу с концентрацијом једног од реактанта или реакцијских продуката. Од инструменталних метода највише се примјењују спектрофотометрија и потенциометрија, а ту су и полариметрија, кондуктометрија, рефрактрометрија и спектрометрија и нуклеарна магнетна резонанција.

### Одређивање реда реакције
Методи интеграције за одређивање реда реакције примјењују изразе за брзину реакције. Мери се концентрација неког реактанта или реакцијског продукта у току реакције, па се добивени аналитички резултати уврсте у одговарајуће изразе за специфичну брзину. Реакција је оног реда чији израз даје сталне вредности специфичне брзине за цели ток реакције.
Према диференцијалној методи могу се за две различите концентрације реактаната 1 и 2 у реакцији n-тог реда написати следеће једначине за брзину те реакције:
што након логаритмовања даје.
Величина dC/dt може се најлакше одредити из дијаграма зависности концентрације од времена. На добијеној кривој се повуку тангенте у две или више тачака и брзина реакције одреди из нагиба тих тангенти. Ако реакције нису брзе, може се умјесто dC/dt узети приближна вредност ΔC/Δt. Тада обично и разлика концентрација ΔC није велика, па се за концентрацију 1 и 2 узимају средње вредности унутар интервала ΔC.